# Flugplatz Čakovec/Pribislavec

i7
i11
i13
Der Flugplatz Čakovec/Pribislavec (kroat. Zračna luka Čakovec/Pribislavec, ICAO-Code: LDVC) ist ein regionaler Flugplatz der kroatischen Stadt Čakovec und liegt 5 km östlich von dieser. Er bietet eine Lande- und Unterstellmöglichkeit für Kleinflugzeuge.